# Xysticus connectens
Xysticus connectens is een spinnensoort uit de familie van de krabspinnen (Thomisidae).
De wetenschappelijke naam van de soort werd in 1901 gepubliceerd door Władysław Kulczyński.